# Conopodium pyrenaeum
Conopodium pyrenaeum é uma espécie de planta com flor pertencente à família Apiaceae. 
A autoridade científica da espécie é (Loisel.) Miégev., tendo sido publicada em Bulletin de la Société Botanique de France 21 (xxxii):. 1874.
O seu nome comum é trangulho.

## Portugal
Trata-se de uma espécie presente no território português, nomeadamente em Portugal Continental.
Em termos de naturalidade é nativa da região atrás indicada.

## Protecção
Não se encontra protegida por legislação portuguesa ou da Comunidade Europeia.